# Gastropila
Gastropila — рід грибів родини Agaricaceae. Назва вперше опублікована 1973 року.

## Класифікація
До роду Gastropila відносять 5 видів:
- Gastropila fragiles
- Gastropila fragilis
- Gastropila fumosa
- Gastropila hesperia
- Gastropila subcretacea